# Kijken in de ziel
Kijken in de Ziel was een televisieprogramma van de NTR (voormalig RVU) waarin presentator Coen Verbraak het woord gaf aan beroepsgroepen die zich gewoonlijk niet laten bevragen. Autoriteiten in een bepaald domein lichtten hun persoonlijke ervaring toe en gaven hun mening over een bepaald vakonderwerp. Verbraak interviewde ieder afzonderlijk maar stelde telkens dezelfde vragen, waardoor hij deelnemers kon confronteren met uitspraken van collega’s. De verschillende meningen werden samen gemonteerd waardoor de illusie van een rondetafelgesprek ontstond.

## Ontstaan
De eerste reeks bood een inkijk in het leven van de psychiater en werd uitgezonden tussen 29 juli en 2 september 2009. In zes afleveringen (In therapie, Emoties, Kinderjaren, Pillen of praten?, Depressie en De psychiater) kwamen twaalf vakgenoten aan het woord vanuit een verschillende achtergrond: psychotherapeuten Louis Tas, Christa Widlund en Nelleke Nicolai vanuit de psychoanalyse en hoogleraars René Kahn, Witte Hoogendijk en Rudi van den Hoofdakker vanuit de biologische psychiatrie. Hoogleraar Jan Swinkels werkte rond richtlijnontwikkeling geestelijke gezondheidszorg en Roos van der Mast was net zoals Liesbeth Vleugel bezig met ouderenpsychiatrie. Bram Bakker, Jules Tielens en Frank van Ree waren naast psychiater ook controversiële schrijvers. Deze reeks werd in 2010 bekroond met de Zilveren Nipkowschijf.

### Vervolg
Op 27 mei en 10 juni 2010 werd een tweeluik over voetbaltrainers uitgezonden. In het najaar van 2010 volgde een zesdelige reeks over strafpleiters die werd heruitgezonden in het voorjaar van 2011. In 2011 werd de traditie ingezet van een zesdelige reeks in de zomermaanden. Aan de reeks over politici had Hero Brinkman graag deelgenomen, maar dat mocht niet van zijn partijleider Geert Wilders. In 2012 kwamen artsen aan bod en in 2013 was het de beurt aan topondernemers, waarbij Verbraak werd bekroond met de Sonja Barend Award voor zijn interview met voormalig ABN AMRO-topman Rijkman Groenink. In 2014 kwam er een reeks over journalisten en in 2015 over rechters. In januari 2016 werd het tweeluik Op de drempel uitgezonden waarin gesproken werd met mensen die van hun arts te horen hebben gekregen dat ze nog maar korte tijd te leven hebben. Op 17 maart en 30 mei 2016 kwam er een extra tweeluik met schrijvers en in de zomer kwamen wetenschappers aan het woord. Het winters tweeluik De achterblijvers uit januari 2017 behandelde het thema rouw. In de zomer werd ruimte gegeven aan militairen. In januari 2018 liet Verbraak in een tweeluik het woord aan oud-premiers Dries van Agt, Wim Kok en Jan Peter Balkenende. 
In juli 2018 werd de reeks afgesloten met gesprekken met religieuze leiders.

## Afleveringen
Tussen 2009 en 2018 werden vijftien reeksen uitgezonden:
| Reeks | Jaar van uitzending | Aantal afleveringen | Vakgroep c.q. thema |
| ----- | ------------------- | ------------------- | ------------------- |
| 1     | 2009                | 6                   | Psychiaters         |
| 2     | 2010                | 2                   | Toptrainers         |
| 3     | 2010                | 6                   | Strafpleiters       |
| 4     | 2011                | 6                   | Politici            |
| 5     | 2012                | 6                   | Artsen              |
| 6     | 2013                | 6                   | Topondernemers      |
| 7     | 2014                | 6                   | Journalisten        |
| 8     | 2015                | 6                   | Rechters            |
| 9     | 2016                | 2                   | Op de drempel       |
| 10    | 2016                | 2                   | Schrijvers          |
| 11    | 2016                | 6                   | Wetenschappers      |
| 12    | 2017                | 2                   | De achterblijvers   |
| 13    | 2017                | 6                   | Militairen          |
| 14    | 2018                | 2                   | Premiers            |
| 15    | 2018                | 6                   | Religieuze leiders  |